# Zadní Planina
Zadní Planina (německy Plattenberg) je vrchol v České republice ležící v Krkonoších.

## Poloha
Zadní Planina se nachází v centrálních Krkonoších asi 4,5 km východně od Špindlerova Mlýna a asi 6 km jihozápadně od nejvyššího vrcholu hor Sněžky. Z jejího masívu vybíhají četné rozsochy a hřebeny střídající se s údolími na jejích svazích pramenících potoků, díky čemuž nepůsobí pro své okolí příliš dominantně. Velmi prudký svah se nachází pouze na severní straně hory, kde s ní sousedí hluboce zaříznutý Dlouhý důl. Nachází se na území Krkonošského národního parku.

## Vodstvo
Na úbočích Zadní Planiny pramení více potoků hvězdicovitě se roztékajících všemi směry. Mezi nejdůležitější patří na východě Zelený potok, který se v Peci pod Sněžkou zprava vlévá do Úpy, na severu Svatopetrský potok se ve Špindlerově Mlýně zleva vlévá do Labe a konečně na jihozápadě Klínový potok, z něhož vzniká níže další labský přítok – Malé Labe.

## Vegetace
Vrcholová partie je porostlá klečí, v nižších polohách rostou smrčiny. Významné luční enklávy se nacházejí na jihozápadním svahu (Klínové Boudy) a jižním svahu (Zadní Rennerovky).

## Komunikace a stavby
Okolí vrcholu je nepřístupné, nenacházejí se na něm žádné stavby ani přes něj nevedou žádné komunikace. Značené trasy pro pěší turistiku a trasa běžkařské Krkonošské magistrály se nacházejí na úbočích až v okolí nadmořské výšky 1350 metrů. Na jihovýchodní straně se ve směru navazujícího Liščího hřebenu nachází turisticky využívaná Chalupa na rozcestí, v sedle směrem k Luční hoře pak o něco větší Výrovka. Horské boudy se nacházejí na obou výše zmiňovaných lučních enklávách.